# Elektronspol
Elektronspol byla společnost, která vyráběla letecké a automobilové díly.

## Vznik
Firmu založil vídeňský obchodník Viktor Doernberg a elektroinženýr Josef Chmel, původem z Hustopečí, na adrese Praha XII, Korunní 47, dalšími adresami byly Těšnov 3/5; a Praha II, Krakovská 22 14°25′43″ s. š., 50°4′46″ v. d., kde si firma zřídila „pěkné, reprezentační a praktické místnosti". Název firmy odkazuje k materiálu elektron, slitiny vyvinuté firmou Griesheim-Elektron s 90% obsahem hořčíku, která je lehká, pevná a snadno obrobitelná. Svými vlastnostmi byla předurčena k použití v automobilovém a leteckém průmyslu. Viktor Doernberg a Josef Chmel se chopili příležitosti a jako obchodní zástupci IG Farben začali s materiálem a výrobky z něj obchodovat.

## Další vývoj
Josef Chmel dbal o reklamu. Již v roce 1929 v časopise Auto nechal otisknou inzerát se seznamem výrobců nejen automobilů, ale i letadel, kteří použili slitinu s obchodním názvem Elektron. Slitina Elektron byla použita na výrobu motorů, kol, chladičů, trupů letadel, nádrží, a rychlostních skříní. V roce 1931 vyšla v časopise zpráva popisující vystavovatele na pražském Autosalonu. Firma byla uvedena jako Elektronspol Doernberg & Chmel.
Lehký a pevný materiál Josef Chmel propagoval také pomocí přednášek lidem, kteří měli vliv v leteckém průmyslu nebo v armádě. Inženýři z vojenských ústavů posuzovali vojenský materiál z technické stránky a měli proto vliv na nákupy armády.
Časopis AUTO byl určen poučeným čtenářům, kteří si mohli přečíst „reportáž" z Autosalonu, která podrobně popisovala náhradní díly vystavené firmou Elektronspol. V dalších číslech časopisu byl inzerát výraznější a měl tak větší šanci zaujmout pozornost čtenáře, ale technologii náhradních dílů nezmiňoval. Byly to stanovené písty Nelson Autothermic, nitrované vložky Centrard, do tvaru broušené kroužky Novaform, přesné pístní čepy Iveco, nejmodernější úsporné karburátory Zenith-Stromberg. V adresáři firem Protektorátu se firma spokojila s výčtem náhradních dílů: ucpávky, vložky do válců, písty, pístní čepy, pístní kroužky, těsnění, ventily, ventilová sedla, rýhované kolíky a čističe oleje, paliva, vzduchu. Josef Chmel byl obchodním zástupcem firmy Zenith-Stromberg a Bendix. 
V roce 1932 firmu opouští Viktor Doernberg. Zprvu obchodní firma se začala zabývat výrobou dílů pro automobily a letadla. Rychlý náběh výroby byl umožněn nákupem licencí.
- patent č. GB397907A na filtry oleje firmy Autoklean Strrainers, Ltd.,[10] [11]
- patent č. US2017034A konstruktéra Leicestera Wiliama Averyho na letadlová kola[12][13]
- licenci na brzdy Bendix Aviation.[14]

Objem výroby se zvyšoval, rostl i počet zaměstnanců. Výroba se stěhovala z Krakovské ulice do ulice Jatečné v Holešovicích (1938) a také do Střešovic (1940). U toho už Josef Chmel nebyl, protože se z londýnské cesty do okupovaného Československa nevrátil. Podnik vedla manželka Josefa Chmela, ale jen krátkou dobu. Němci brzy zjistili, že nepřítomný Josef Chmel se zdržuje v nepřátelské cizině a do podniku dosadili německého správce.

## Úvaly
Dne 29. července 1941 firma odkoupila budovu č.p. 532 zrušené továrny „Cleo A. Janoušek" v Úvalech. V Úvalech byl prostor k rozšiřování výrobních hal. Výroba v úvalské továrně byla zahájena 16. srpna 1942. Vyráběla se zde letadlová kola, podvozkové tlumiče, kompresory pro letadla, čističe oleje a lemovače a měrky používané při opravě trupu a křídel letadel. Tento materiál byl určen pro letadla Luftwaffe.
Podnik vedl technický ředitel Dipl. Ing. Walter Hundsdörfer; manželka Josefa Chmela oceňovala jeho slušnost.
Na konci války obsadila továrnu Rudá armáda. Dne 8. června 1945 byl jmenován národním správcem Josef Šťastný z Prahy, který továrnu v Úvalech převzal 1. července 1945 přímo od Rudé armády.  
Do Prahy se vrátil z exilu Josef Chmel. Dožadoval se vrácení podniku, ale existovaly silné argumenty proti. Podnik se rozrostl a měl daleko větší hodnotu než v době jeho odchodu z Československa, resp. než v době, kdy byl zkonfiskován Němci. Na podniku ležel stín výroby pro Luftwaffe a byl proto vnímán jako podnik (právnická osoba), jehož správa úmyslně a záměrně sloužila německému vedení války. Tento pocit byl posilován okolností, že národní správce podnik přebíral jako válečnou trofej z rukou velitele Rudé armády. Národní správce byl jmenován administrativním rozhodnutím a jeho výhodná pozice v podniku by byla vydáním majiteli ukončena. Národní správce zorganizoval petici proti vydání podniku, kterou podepsalo 66 ze 120 zaměstnanců.
Josef Chmel byl po dobu okupace v Kanadě, kde vybudoval firmu zabývající se výrobou materiálu pro spojenecká vojska. Možná i tato skutečnost byla důvodem, že ředitel národního podniku Československé závody kovodělné a strojírenské konstatoval Chmelovu národní spolehlivost a absenci důvodů k trvání národní správy. Důležitější pro souhlas k vydání podniku Josefu Chmelovi byla uzavřená kupní smlouva ze dne 11. června 1947, ve které se Josef Chmel zavazuje k prodeji továrny národnímu podniku HEFA za cenu nižší než byla účetní hodnota. Na dokumentech potvrzujících vydání podniku Ing. Chmelovi je datum 30. srpna 1947. „Vydání" firmy až po prodeji byl nestandardní právní postup. Vydávající úředník jednal s péčí řádného hospodáře, a tímto způsobem zajistil vydání pouze té části podniku, do které Josef Chmel prokazatelně investoval.
Předmětem prodeje firmě HEFA nebyl dům v Krakovské ulici. Do rukou dědiců Josefa Chmela se dům navrátil po roce 1989 v úspěšném restitučním řízení.

## Pozoruhodnost
Technického ředitele Dipl. Ing. Waltra Hundsdörfera navštěvoval zástupce firmy Graubremse GmbH, Heidelberg John Graudenz. Ten byl členem tzv. Rudé kapely (Rote Kapelle).

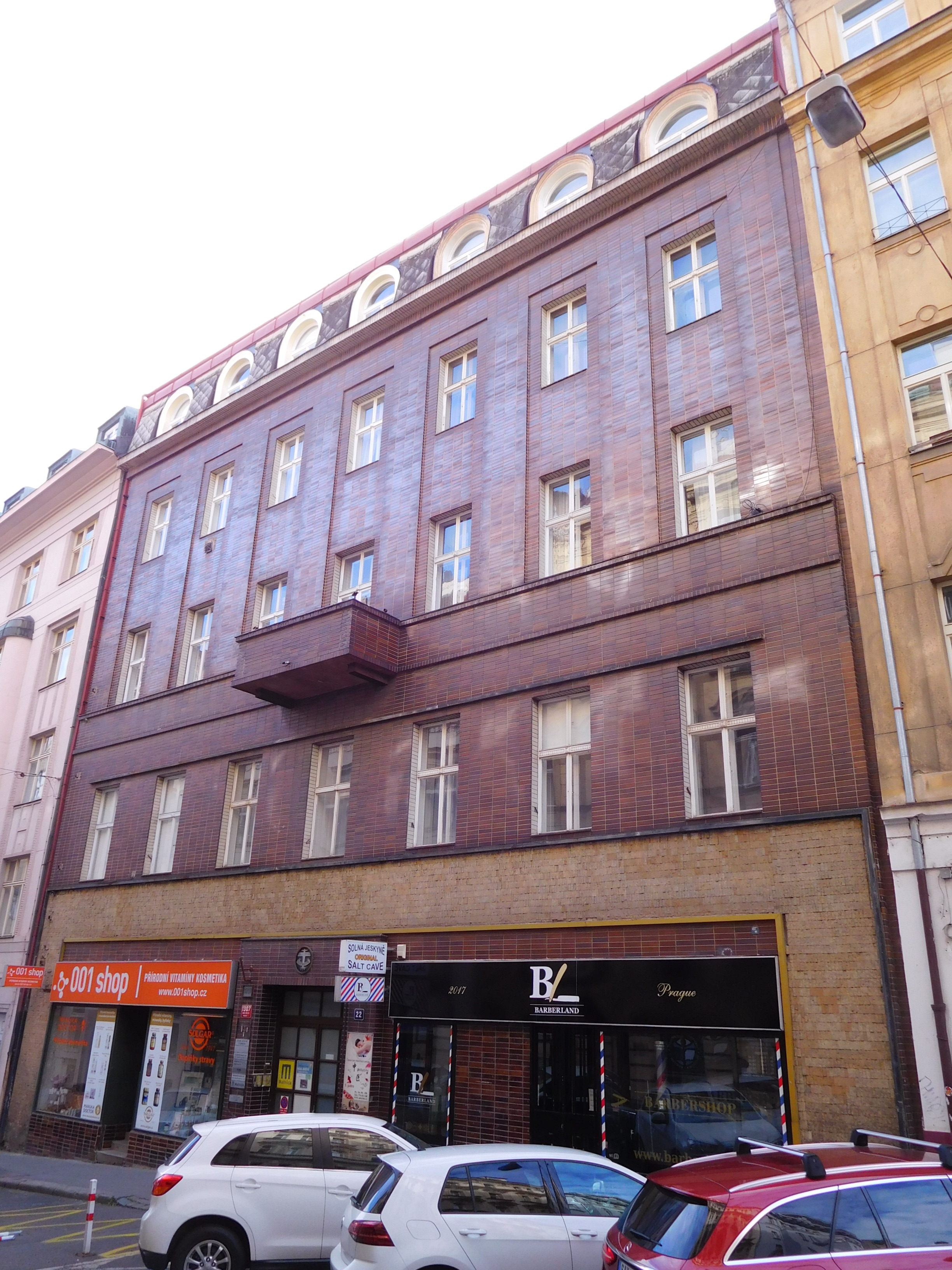
Sídlo firmy, Praha Krakovská 22
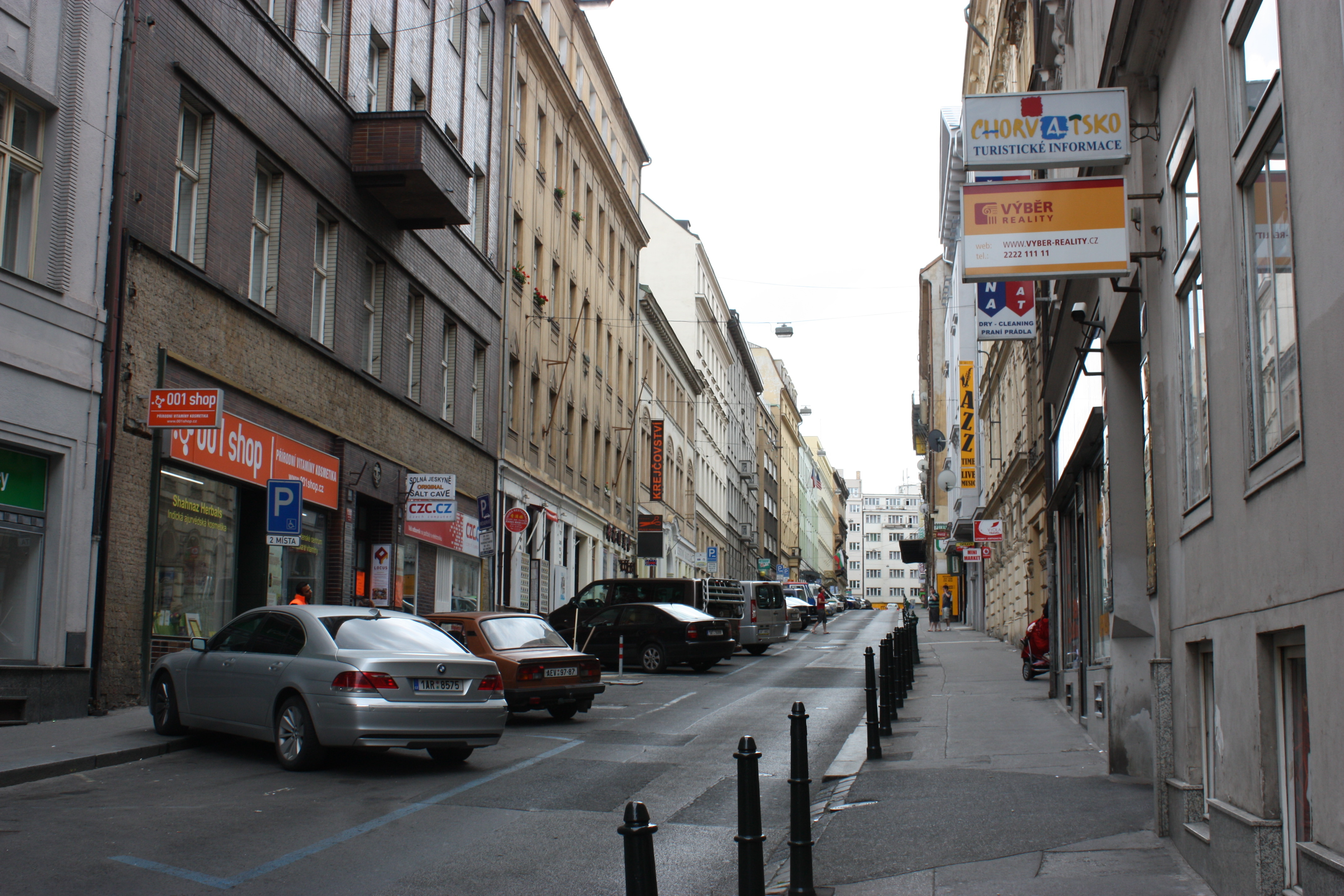
Sídlo firmy, Praha Krakovská 22
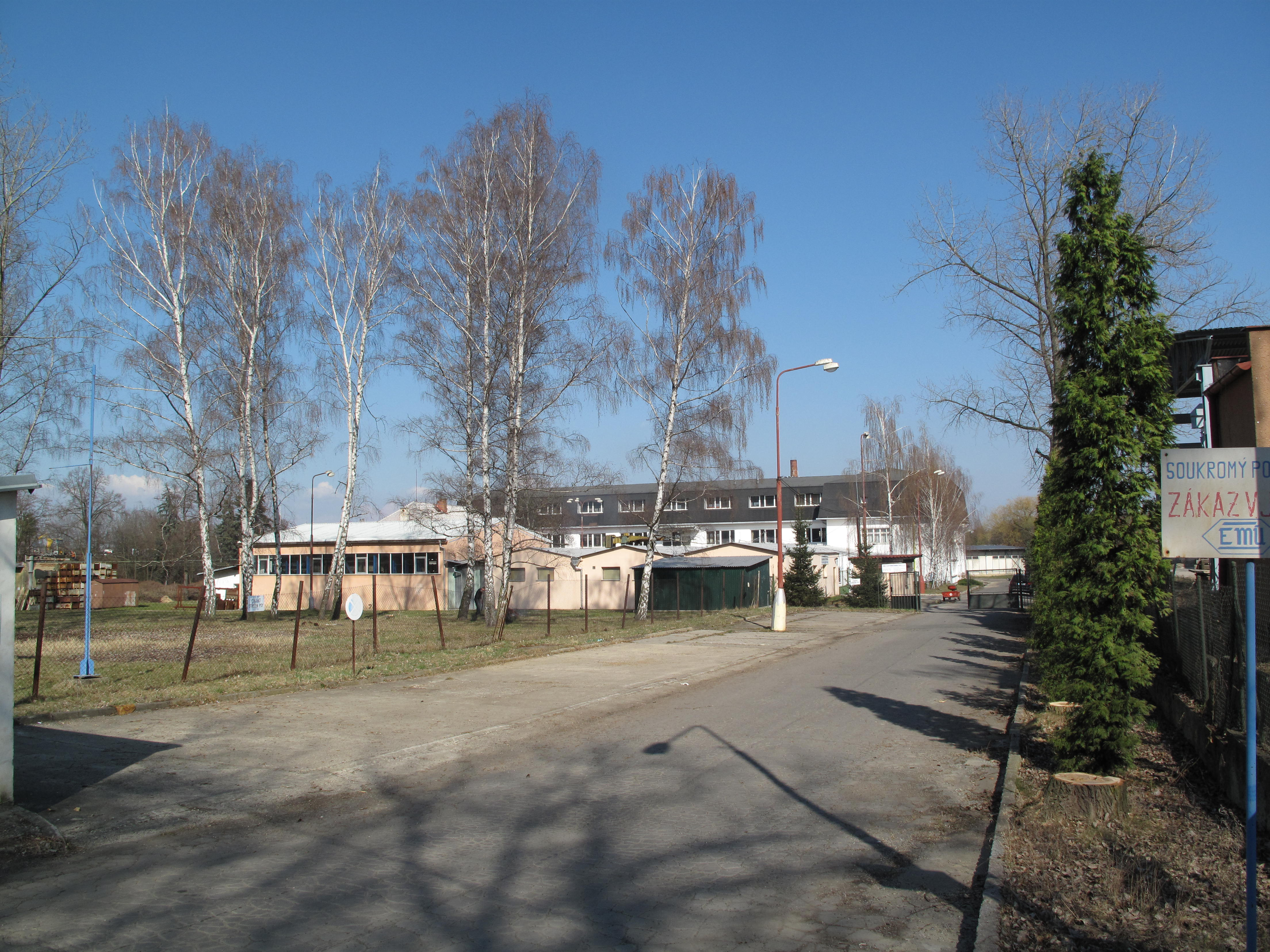
Továrna v Úvalech